# Distrikt Breña
Der Distrikt Breña ist einer der 43 Stadtbezirke der Region Lima Metropolitana in Peru. Er besitzt eine Fläche von 3,22 km² und ist damit flächenmäßig der zweitkleinste von Lima. Beim Zensus 2017 wurden 85.309 Einwohner gezählt. Im Jahr 1993 lag die Einwohnerzahl bei 89.973, im Jahr 2007 bei 81.909. Der Distrikt wurde am 15. Juli 1949 gegründet.

## Geographische Lage
Der Distrikt Breña liegt zentral in Lima. Er liegt 2,5 km südwestlich von der Plaza des Armas de Lima. Das annähernd quadratische Distriktgebiet misst etwa 1,8 auf 1,9 km. Die Hauptstraßen Avenida Arica und Avenida Aguarico treffen sich im Zentrum des Distrikts.
Der Distrikt Breña grenzt im Westen, Norden und Osten an den Distrikt Lima (Cercado de Lima), im Südosten an den Distrikt Jesús María sowie im Südwesten an den Distrikt Pueblo Libre.